# Роче
Роче (на словенски: Roče) е село в Словения, регион Горишка, община Толмин. Според Националната статистическа служба на Република Словения през 2015 г. селото има 123 жители.